# بينسونفيلي
بينسونفيلي هي مدينة من مدن ليبيريا. يبلغ عدد سكانها 4089 نسمة وذلك حسب إحصائيات سنة 2008. يبلغ ارتفاع المدينة عن سطح البحر قرابة 90 متر.

## أعلام
- ويليام تولبرت